# Plectrocnemia australis
Plectrocnemia australis är en nattsländeart som beskrevs av Banks 1907. Plectrocnemia australis ingår i släktet Plectrocnemia och familjen fångstnätnattsländor. Inga underarter finns listade i Catalogue of Life.